# Spirorbis infundibulum
Spirorbis infundibulum är en ringmaskart som beskrevs av Harris och Knight-Jones 1964. Spirorbis infundibulum ingår i släktet Spirorbis och familjen Serpulidae. Arten har ej påträffats i Sverige. Inga underarter finns listade i Catalogue of Life.